# História de Iorque
‎
‎A ‎‎história de ‎‎Iorque‎‎ como cidade data do começo do primeiro milênio d.C. Mas evidências arqueológicas para a presença de pessoas na região de Iorque remontam muito mais entre 8000 e 7000 a.C. Como Iorque era uma cidade no ‎‎período romano,‎‎ seu nome ‎‎celta‎‎ é registrado em fontes romanas (como ‎‎Eboracum‎‎ e ‎‎Eburacum‎‎); depois de 400, ‎‎Angles‎‎ tomou conta da área e adaptou o nome pela ‎‎etimologia folclórica‎‎ ao ‎‎Eoforwīc‎‎ ‎‎inglês antigo‎‎ ou ‎‎Eoforīc‎‎, que significa "cidade dos javalis selvagens" ou "rica em javalis selvagens". Os ‎‎vikings‎‎, que tomaram a área mais tarde, por sua vez adaptaram o nome pela etimologia folclórica ao ‎‎nórdico‎‎ ‎‎Jórvík‎‎ ‎‎ que significa "baía do cavalo". O nome galês atual é Efrog. ‎
‎Depois do assentamento ‎‎angliano‎‎ do norte da Inglaterra, Anglian York foi a primeira capital de ‎‎Deira‎‎ e mais tarde ‎‎Northumbria‎‎, e no início do século VII, Iorque foi um importante centro real para os reis ‎‎norfumbianos.‎‎ Depois da ‎‎Conquista Normanda‎‎ de 1066 Iorque foi substancialmente danificada, mas com o tempo tornou-se um importante centro urbano como o centro administrativo do condado de ‎‎Yorkshire.‎‎ Iorque prosperou durante grande parte da era ‎‎medieval‎‎ posterior; os últimos anos do século XI4 e os anos anteriores dos séculos XV foram caracterizados por uma prosperidade particular. Durante a ‎‎Guerra Civil Inglesa,‎‎ a cidade foi considerada uma fortaleza ‎‎monarquista‎‎ e foi ‎‎sitiada‎‎ e eventualmente capturada pelas forças parlamentares sob ‎‎Lord Fairfax‎‎ em 1644. Depois da guerra, Iorque manteve sua preeminência no Norte, e em 1660, foi a terceira maior cidade da Inglaterra, depois de Londres e ‎‎Norwich.‎‎ ‎
A ‎Moderna Iorque tem 34 ‎‎Áreas de Conservação‎‎, 2.084 ‎‎Edifícios Listados‎‎ e 22 ‎‎Monumentos Antigos Programados‎‎ sob seus cuidados. Todos os anos, milhares de turistas vêm ver os ‎‎edifícios medievais‎‎ sobreviventes, intercalados com restos romanos e vikings e ‎‎arquitetura georgiana.‎